# Joseph Joanovici
Joseph Joanovici (también Ioinovici o Joinovici, 1905 –1965) fue un comerciante de chatarra francés que abasteció a la Alemania nazi y financió a la resistencia francesa con las ganancias durante la ocupación alemana de Francia en la Segunda Guerra Mundial.
Hizo una fortuna durante los cuatro años de ocupación y la gastó entreteniendo a funcionarios de alto rango. Vendió metal a los alemanes, sobornó a oficiales nazis, financió a la resistencia francesa y es posible que también haya proporcionado información a la inteligencia soviética.

## Primeros años de vida
Joseph Joanovici nació el 20 de febrero de 1905 en Chișinău, entonces parte del Imperio ruso, ahora capital de Moldavia. Sus padres fueron asesinados en el pogromo de Chisináu de 1905. Se casó con una compañera huérfana llamada Eva y en 1925 emigró a Francia, instalándose en Clichy, un suburbio de París.  
Se inició en el sector de la chatarra en un trabajo de bajo nivel en una empresa propiedad del tío de su esposa. Aunque era analfabeto y seguiría siéndolo hasta una edad avanzada, Joanovici era experto en administrar un negocio, expulsó al pariente y se hizo cargo de la empresa con la ayuda de su hermano Marcel. Comenzó a suministrar metal al régimen nazi, lo que lo convirtió en millonario.  
Según diversas fuentes, también desarrolló estrechos vínculos con la mafia francesa. 
A pesar de su analfabetismo, a través del trabajo duro y la afabilidad,  Joanovici se convirtió en Monsieur Joseph, un conocido comerciante de chatarra en el suburbio parisino de Clichy. 

Tenía una ingenuidad que un comentarista caracterizó como irresistible para aquellos que se cruzaban en su camino: "el tipo de persona que podía entablar una conversación con absolutamente cualquier persona en el bar más sórdido..." 

## Proveedor de metales para los alemanes
Cuando estalló la Segunda Guerra Mundial, Joanovici comprendió que, como judío, necesitaría protección y que los alemanes necesitarían fuentes de metal. Empezó a entregarlo a la agencia de compras de la Abwehr en el Hotel Lutetia.  Joanovici colaboró con la Alemania nazi y al mismo tiempo apoyó a la Resistencia.   En 1941 fue arrestado por las autoridades alemanas por vender materiales defectuosos a la empresa WIFO, de propiedad nazi. En su juicio de posguerra, caracterizó esta y otras transacciones como actos de sabotaje en tiempos de guerra contra los alemanes. Pasó varios meses en cautiverio antes de lograr su liberación mediante sobornos.

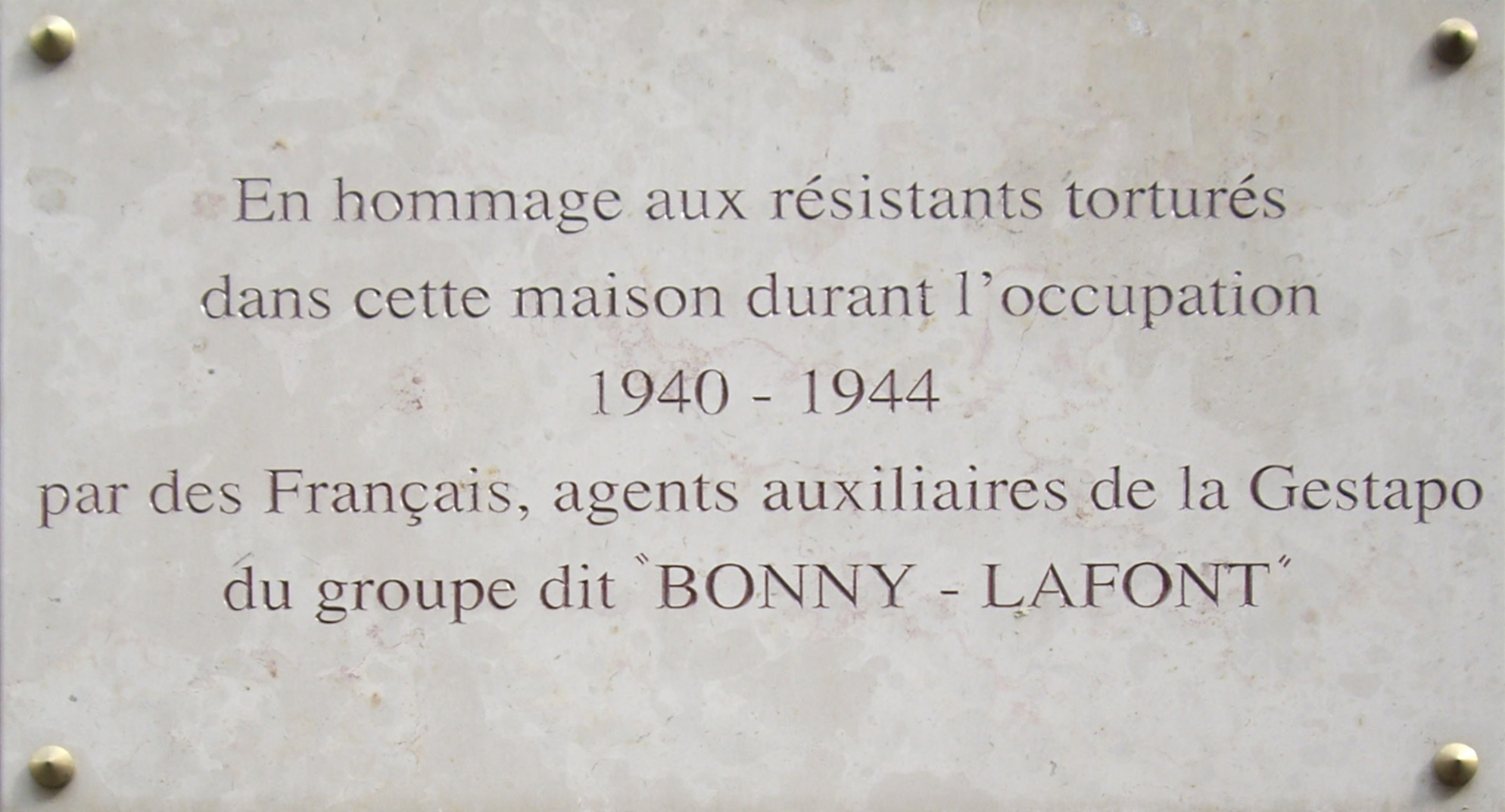
Placa conmemorativa, rue Lauriston, en homenaje a las víctimas de la Gestapo francesa.

 Por esta época también se asoció con Henri Lafont,  un líder de la gestapo francesa, la banda del mercado negro Bonny-Lafont de París dirigida desde el 93 de la rue Lauriston. Esto aumentó enormemente su posición social en el París ocupado y Lafont lo protegió de la deportación. A partir de 1942, Joanovici se puso bajo la protección de Lafont, quien declaró tras su arresto: "Lo saqué varias veces de las manos de los alemanes, así como de las de los franceses. Todos sabían que lo estaba protegiendo. Una vez, durante una cena, Lafont le aguijoneó: "¡Después de todo, Joseph, no eres más que un sucio judío! " Joanovici levantó su copa de champán y preguntó: "¿Cuánto cuesta dejar de serlo, Hauptsturmführer"  En qué medida Joanovici estuvo implicado en acciones concretas de la gestapo francesa es algo que se discute hasta el día de hoy. 
La Dirección de Vigilancia Territorial  dijo que tenía en su poder un expediente alemán que lo registraba como agente de la Gestapo.  A veces se le llamaba "ario honorario". Cuando Henri Lafont cofundó la Brigada Norteafricana,  la Gestapo, a pesar de su aprobación, ofreció poco apoyo material, por lo que Joanovici lo proporcionó, incluidos los uniformes. Esta unidad cometió posteriormente varias masacres en Dordoña, y uno de sus oficiales, el excapitán de la selección nacional de fútbol, fue acusado de crímenes de guerra. 
Ciertamente, Joanovici se movía en los círculos sociales nazis, llevaba a beber a oficiales alemanes e hizo amigos por pura afabilidad y talento para perder jugando a las cartas.

## Figura de la Resistencia

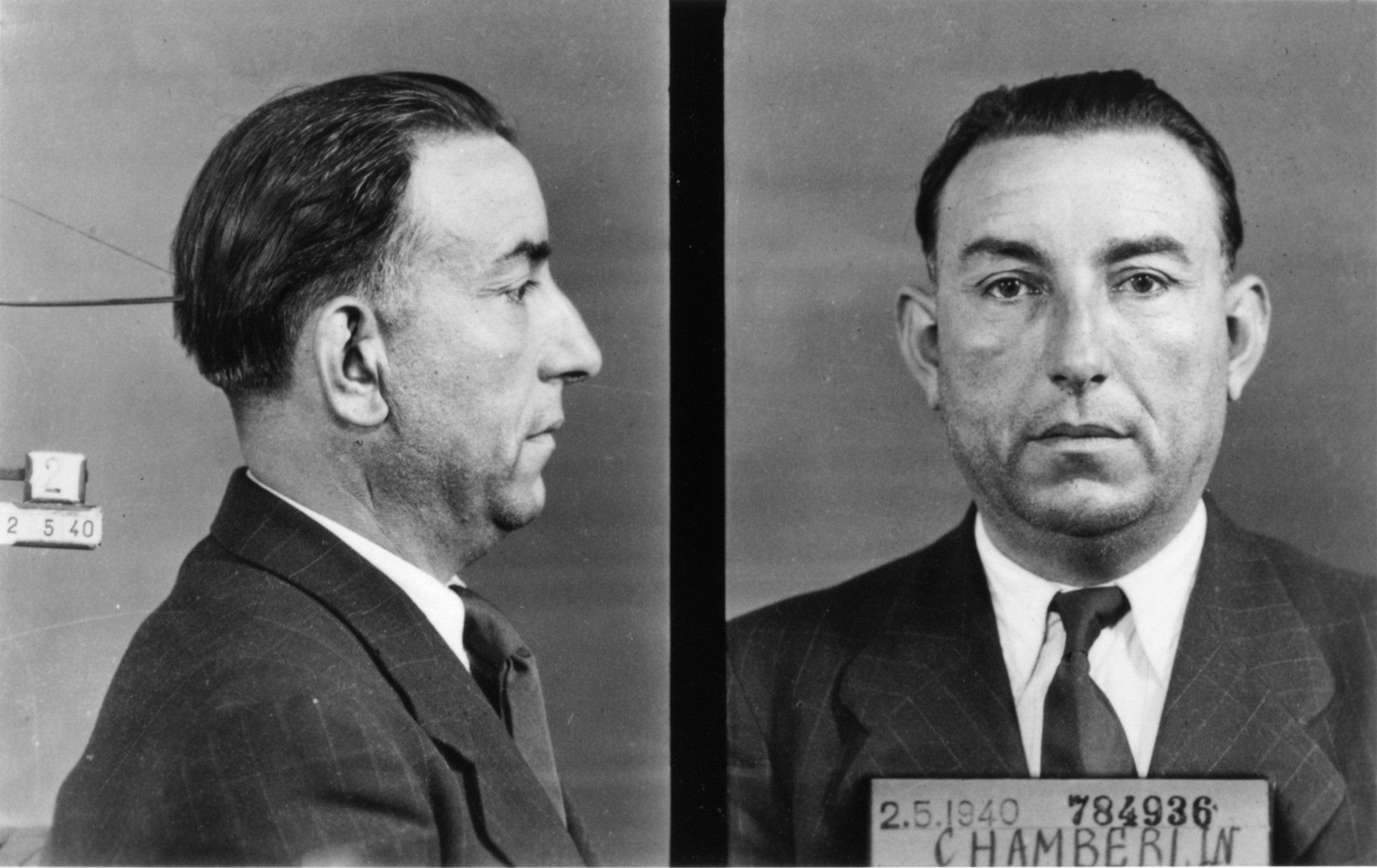
Henri Lafont en mayo de 1940.

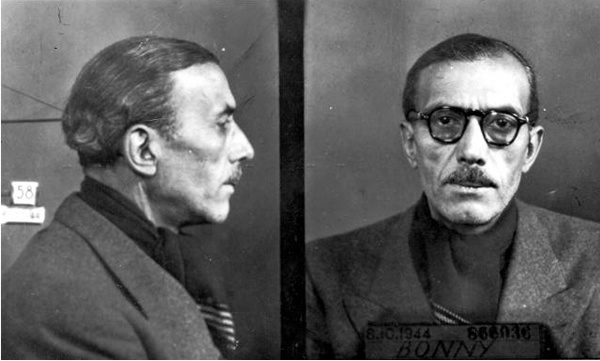
Pierre Bonny en octubre de 1944.

Joanovici también se involucró bastante pronto con la Resistencia, utilizando su riqueza y los privilegios de los que disfrutaba como asociado de la Carlingue para brindar ayuda de diversas maneras, sobornando a funcionarios alemanes para que liberaran a varias víctimas potenciales de deportación y utilizando sus documentos de salvoconducto para transportar armas a los miembros de la Resistencia en París. Además, se han hecho afirmaciones creíbles de que fue uno de los principales financistas de la insurrección que resultó en la liberación de París. 
A partir de julio de 1941 su nombre apareció en los expedientes de policías de la resistencia pertenecientes a la red Turma-Vengeance. Cuando eso se desmoronó y el inspector Albert Dhalenne de Clichy y el brigadier Émile Gaget  se enfrentaron a un pelotón de fusilamiento en Mont Valérien en enero y febrero de 1942, salió a la luz que Joanovici había estado financiando una línea de fuga de su red que llevaba a desertores y prisioneros fugados a Inglaterra a través de su sobrino Ivrail (o Avraili), que dirigía la filial de su negocio en La Rochelle. Joanovici también había contratado a Gaget en su sede de Saint-Pierre, después de que perdiera su placa policial por abandonar su puesto. Avraili fue condenado por un tribunal alemán a cinco años de prisión. A medida que se acercaba la Liberación, Joanovici financió otras redes de Resistencia como Honneur de la Police,  así como algunos grupos comunistas.  En junio de 1944, hizo liberar a Françoise Giroud de la prisión de Fresnes.  Denunció también a los miembros de la Gestapo francesa que conocía, lo que provocó la detención de Pierre Bonny y Henri Lafont el 31 de agosto de 1944 en una granja de Bazoches-sur-le-Betz (Loiret). Durante años, había estado financiando una red de Resistencia dentro de la Prefectura de Policía de París, llamada Honneur de la Police, y cuando terminó la guerra, tenía relaciones tan íntimas con la policía que tenía su propia oficina en la prefectura y fue condecorado con la Médaille de la Résistance.  
Joanovici fue arrestado e interrogado varias veces sobre sus negocios con los nazis y luego fue siempre puesto en libertad. Roger Wybot, entonces director dla DST, dijo que estaba protegido por la prefectura de policía  El 5 de marzo de 1947, la DST intentó detenerlo en la propia Prefectura, pero cómplices internos lo ayudaron a escapar  y salir del país. Siguió un escándalo que llegó hasta el prefecto Charles Luizet,  quien se jubiló por motivos de salud.  Con la ayuda de empleados de la prefectura, Joanovici logró inicialmente evitar el arresto huyendo a la zona de Alemania ocupada por los estadounidenses. 

## Arresto y encarcelamiento
Joseph Joanovici regresó a Francia para entregarse a la policía: organizó una cita falsa en Phalsbourg el 26 de noviembre de 1947, pero se dirigió directamente a la prefectura de policía para evitar ser arrestado por la DST. Fue encarcelado el 28 de noviembre en la prisión de La Santé  y acusado de colaboración económica en julio de 1949. Fue juzgado sin excesivo entusiasmo y con conclusiones contradictorias: mientras colaboraba, también armaba a la Resistencia con las ganancias. "¡No me vendí a los alemanes, ya que era yo quien les pagaba!" dijo,  y también "¿Qué se supone que uno debe hacer contra los alemanes? Lo que hice fue ganar una fortuna".  Durante el juicio, al menos 27 personas testificaron que fueron liberadas del cautiverio alemán gracias a la intervención de Joanovici. Estos testimonios, junto con su apoyo al Honneur de la Police, su papel en la captura de Bonny y Lafont y su Medalla de la Resistencia, contribuyeron a su exoneración de los cargos de traición. Sin embargo, fue declarado culpable de colaboración económica, por lo que fue condenado a cinco años de prisión, así como a la confiscación de sus bienes. Dado que la anexión de su Besarabia natal por Rumania durante la guerra hizo que su nacionalidad fuera incierta, evitó la deportación. Además, su mala salud ya no le hacía apto para un entorno carcelario, por lo que se tomó la decisión de mantenerlo bajo arresto domiciliario en una habitación de hotel en la ciudad sureña de Mende. Utilizando el teléfono de su habitación de hotel, pudo reconstruir su fortuna en el comercio de chatarra y se convirtió en un filántropo muy visible que gozó de gran popularidad en Mende. 
Joanovici fue liberado en 1952. Francia intentó expulsarlo, ya que se había presentado como soviético o rumano,  pero ningún país lo aceptó. Luego de verse confrontado con problemas fiscales, se fugó con unpasaporte falso en octubre de 1957, llegando a Haifa vía Ginebra y Casablanca. A causa de su pasado como colaborador nazi, fue expulsado de Israel, convirtiéndose, junto con Robert Soblen y Meyer Lansky, en uno de los tres únicos judíos a los que Israel se negó a aplicar la Ley de retorno, que otorga la ciudadanía israelí a todos los judíos dentro de sus fronteras.  Después de que las autoridades israelíes se dieron cuenta de su documentación falsa y de los falsos pretextos con los que entró en el país, su permiso de residencia no fue renovado y se vio obligado a regresar a Francia a finales de 1958. Allí fue nuevamente arrestado y sometido a un juicio, que resultó en su absolución de la mayoría de los cargos y finalmente fue condenado a un año de prisión. 
Fue encarcelado en 1958 en la prisión de Baumettes. Debilitado por una larga huelga de hambre y aquejado de arteriosclerosis, fue liberado en mayo de 1962 por motivos humanitarios debido a su estado de salud, y desde entonces vivió tranquilamente en su modesto apartamento de dos habitaciones de la avenida Anatole-France de Clichy, al cuidado de su ex la secretaria y amante Lucie Schmidt, apodada "Lucie-Fer".  Arruinado, murió empobrecido el 7 de febrero de 1965.  

## Legado
Las relaciones de Joanovici tanto con las fuerzas de ocupación alemanas como con la resistencia francesa durante la guerra dieron lugar a un legado mixto tanto durante su vida como después de su muerte. Tanto las representaciones históricas como las ficticias de Joanovici varían inmensamente, creando una imagen moderna complicada que el filósofo Jeffrey Mehlman describió como "un conjunto de contradicciones casi insondable". 
Aunque a veces se lo describe como un hombre de negocios turbio, corrupto y sin escrúpulos que no rehuyó colaborar con los nazis, los comentaristas también han señalado sus esfuerzos como un medio para sobrevivir bajo el régimen antisemita. Según el Times de Israel ,

El aspecto más sorprendente de la historia de Joainovici es que logró sobrevivir a la guerra cuando muchos otros especuladores judíos franceses, como el infame Michel Szkolnikoff, sufrieron un final violento. Joanovici surgió de la guerra como un héroe para algunos y un traidor para otros. — pero a todas luces, muy vivo".

## Cine y literatura
En 1998 el escritor francés Alphonse Boudard publicó la novela L'Étrange Monsieur Joseph, basada en la vida de Joanovici. En 2001 fue adaptada como película homónima para televisión, dirigida por Josée Dayan a partir de un guion de Éric-Emmanuel Schmitt, con Roger Hanin como Joseph Joanovici.  Esta adaptación fue criticada por lo que se percibió como una interpretación demasiado comprensiva de Joanovici. 
Entre 2007 y 2012 una novela gráfica en seis volúmenes de Fabien Nury y Sylvain Vallée titulado “Il était une fois en France”, que trata de sus hazañas durante la guerra. En 2015 se lanzó una edición general. En 2019 se publicó una traducción al inglés con el título "Once Upon a Time in France". 

### Películas
- 2004: 93, rue Lauriston película para televisión producida por Denys Granier-Deferre y con Hervé Briaux como Joseph Joanovici. [25]
- 2001: L'Étrange Monsieur Joseph, película para televisión producida por Josée Dayan a partir de un guion de Éric-Emmanuel Schmitt que adapta el libro de Alphonse Boudard, con Roger Hanin en el papel de Joseph Joanovici. Esta adaptación fue criticada por una interpretación del personaje de Joseph Joanovici que algunos consideraron demasiado halagadora. [26] [27] [28]
- 1996: Un héros très discret, película producida por Jacques Audiard, basada en la novela de Jean-François Deniau. El personaje de Monsieur Jo, interpretado por François Berléand, se inspiró en Joseph Joanovici (origen judío extranjero, agente doble, controvertido tras la Liberación...). [29]

## Novelas gráficas
- Il était une fois en France (Érase una vez en Francia), de Fabien Nury y Sylvain Vallée
  - Volumen 1: L'Empire de Monsieur Joseph (El imperio del señor Joseph), Glénat 2007.
  - Volumen 2: Le Vol noir des corbeaux (El vuelo negro de los cuervos), Glénat 2008.
  - Volumen 3: Honneur et Police (Honor y policía), Glénat 2009.
  - Volumen 4: Aux armes, citoyens ! (¡A las armas, ciudadanos!), Glénat 2010.
  - Volumen 5: Le Petit Juge de Melun (El pequeño juez de Melun), Glénat 2011.
  - Volumen 6: La Terre Promise (La tierra prometida), Glénat 2012.

- Datos: Q3185138